# Hugo-von-Montfort-Preis
Der Hugo-von-Montfort-Preis war ein nach Hugo von Montfort benannter Kunstpreis der Landeshauptstadt Bregenz.

## Preisträger
- 1960 Komponist Wilhelm Stärk für die Ouvertüre „Brigantium“[1]
- 1961 Herbert Albrecht
- 1961 Joannis Avramidis
- 1961 Gerlinde Beck
- 1961 Eva Zippel
- 1966 Kurt Regschek für das Bild Die Werkzeuge des Malers[2]
- 1966 Hubert Berchtold
- 1969 Adi Holzer